# Selenisa sueroides
Selenisa sueroides is een vlinder uit de familie van de spinneruilen (Erebidae). De wetenschappelijke naam van de soort is voor het eerst geldig gepubliceerd in 1852 door Guenée.